# Panet Jezechiel
Panet Jezechiel (ur. w 1783 r. w Bielsku, zm. w 1845 r. w Karlsburgu) – naczelny rabin Siedmiogrodu w latach 1823-1845.

## Młodość
Urodził się w bogatej żydowskiej rodzinie, jego ojciec Josef był dzierżawcą ziemskim na włościach Charsesa Von Haugwitza. Jako młodzieniec, Panet został wysłany, by pobierać nauki w Czechach i Morawach. Spędził tam dwa lata na studiowaniu w Lipnickiej żydowskiej szkole, jesziwie, a następnie w latach (1799-1802) uczył się w jesziwie w Pradze.

## Ślub i dalsza nauka
Po osiągnięciu dorosłości, Panet, w wyniku praw familianckich, musiał opuścić Bielsko. Jego ojciec zaaranżował ślub Paneta z Chają Rachel, córką bogatej rodziny z Liska. W 1802 r. Jezechiel przybył do tego miasta i kontynuował swoją naukę w Liskiej Klojzie.

## Chasydyzm Paneta
W przeciągu roku Jezechiel dołączył do ruchu chasydzkiego, przyjmując jako głównego nauczyciela Menachema Mendela, cadyka z Frysztaka. Decyzja ta wywołała niezadowolenie ojca Jezechiela, który kwestionował znajomość Talmudu przez cadyka. Tłumacząc słuszność swojego wyboru oraz podając istotne argumenty, Panet odpowiedział ojcu w 1805 r. długim listem, który w późniejszym czasie osiągnął święty status pośród chasydów.

## Dalsza Kariera
Jezechiel był rabinem Ustrzyków Dolnych w latach od 1807 do 1813 r., a następnie w Tarcalu, wsi w pobliżu miasta Tokaj (miasto), na Węgrzech w latach 1813-1823.

## Szczyt Kariery i Śmierć
W 1823 r. Panet został naczelnym rabinem Karslburga w Siedmiogrodzie (obecnie Alba Iulia w Rumunii). Wędrował wówczas przez cały kraj, starając się pogłębić wiarę i przestrzeganie zasad religijności wśród ludu. Zmarł w 1845 r. Na łożu śmierci nadal zajmował się zagadnieniami dotyczącymi halachy. W 1879 r. nad jego grobem zbudowano ohel, mauzoleum dla świętych osobistości.